# غوس ديلون
غوس ديلون هو لاعب اللاكروس كندي، (ولد في جزيرة الأمير إدوارد في كندا 1883 – 1952 م).

## وصلات خارجية
- غوس ديلون على موقع اللجنة الأولمبية الدولية (الإنجليزية)
- غوس ديلون على موقع أوليمبيديا (الإنجليزية)
- غوس ديلون على موقع اللجنة الأولمبية الكندية (الإنجليزية)